# 존 포거티
존 포거티(John Fogerty, 본명은 존 캐머론 포거티(John Cameron Fogerty), 1945년 5월 28일 ~ )는 미국의 싱어송라이터, 기타 연주자, 배우, 영화 프로듀서이다.
싱어송라이터 톰 포거티(Tom Fogerty)의 동생인 그는 미국 육군 하사로 예편한 인물이기도 하다.